# 中国环球电视网阿拉伯语频道
中国环球电视网阿拉伯语频道是中国环球电视网（CGTN）旗下所拥有的一条阿拉伯语广播频道。该频道为中国中央电视继中文国际频道（CCTV-4）、中国环球电视网主频道（CGTN English）、西班牙语国际频道（CGTN Español）、俄语国际频道（CGTN Pусский）、法语国际频道（CGTN Français）和英语纪录频道（CGTN Documentary）之后开播的第七条国际频道。阿拉伯语频道通过阿拉伯卫星和尼罗河卫星传输电视信号覆盖中东和北非地区，同时也通过中星6B覆盖亚太地区。阿拉伯国家观众使用家庭卫星接收天线即可收看来自中国的阿拉伯语频道的节目。

## 历史与发展
2009年7月25日，该频道正式开播。LOGO起初为CCTV-A标志，后改为CCTV加勺型加阿拉伯语的阿拉伯语单词，为该台最早以外语单词为LOGO文字的两个外语频道之一，另一个为此前的中国中央电视台俄语国际频道（CCTV-Pусский）。
2011年1月1日，台标改为勺标放大版“CCTV-العربية”。
2014年4月18日，该频道迁入央视新址演播室改版播出，画面播出比例改为16:9横向压缩4:3，和俄语频道一同更换全新包装。2015年4月1日，频道台标横向压缩，使其适应16:9格式。
2016年12月31日中午12點，因應中国环球电视网开播，原「中国中央电视台阿拉伯语频道」（CCTV-العربية）置换為「中国环球电视网阿拉伯语频道」（CGTN العربية）。

## 节目
| 节目名称   | 节目类型 / 简介 / 备                                                         |
| ---------- | ---------------------------------------------------------------------------- |
| 播放中节目 |                                                                              |
| 综合新闻   | 新闻报道节目                                                                 |
| 中国之旅   |                                                                              |
| 话说中国   |                                                                              |
| 对话       | 于官网出现的中文又名《访谈》                                                 |
| 中国文艺   |                                                                              |
| 纪录片     |                                                                              |
| 中国·中东  |                                                                              |
| 电视剧     | 以汉语原音广播播放中国电视剧为准并提供阿拉伯文字幕，或者播放阿拉伯语配音版本 |
| 每周财经   |                                                                              |
| 跟我学     |                                                                              |
| 曾播放节目 |                                                                              |
| 教汉语     | 于网页出现的中文又名《快乐汉语》                                             |
| 国宝档案   | 以阿拉伯语配音播放                                                           |

## 主播和主持人
以下所有主播和主持人均以阿拉伯语为准：
- Anas Elfauri